# طاحونة لا كاليت

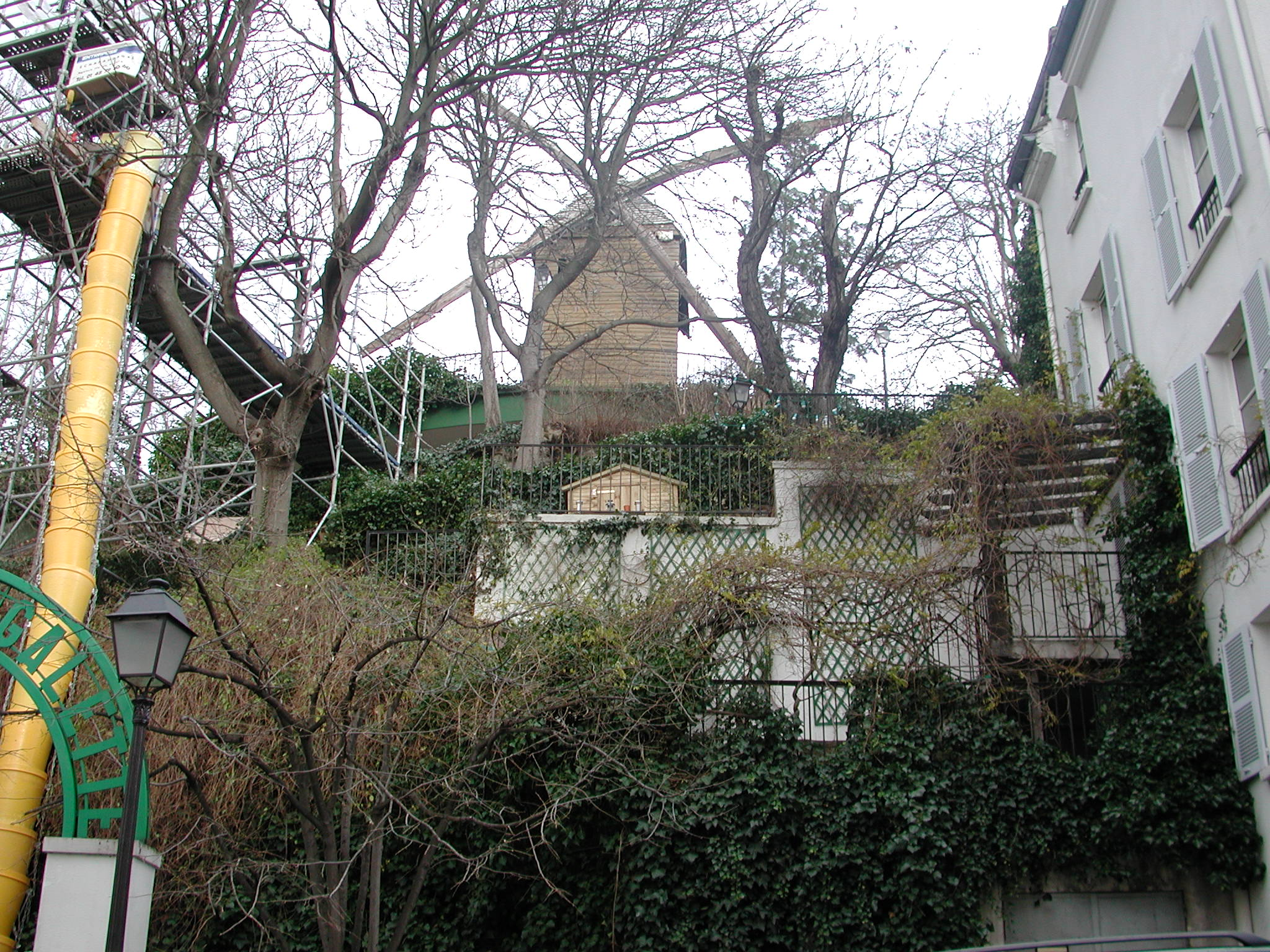
مولان دو لا غاليت

طاحونة لا كاليت (باريس) أو «مولان دو لا غاليت» (بالفرنسية: Moulin de la galette) هي طاحونة الهواء الوحيدة التي مازالت في حالة العمل في حي مونمارتر وتقع في الدائرة الثامنة عشرة في باريس. وهي مرئية من شارع لوبيك (rue Lepic). وهي واحدة في الحانات الشهيرة. بناؤها الحالي هو ضمن قطعة مسكن خاص، ولم تعد متاحة للجمهور بشكل مباشر.
وهي داخل جدران البناء الذي يضم الجزء الجنوبي من معبر اسمه «الأخوين».
وهي تعتبر كأحد المعالم السياحية والمواقع الأثرية في باريس.

## الوصول إليها
ونستطيع أن نصل إليها عن طريق الخط 2 لمترو باريس محطتي مترو أنفير وباربيس - روشوشوار أو مترو الخط 12 لمترو باريس محطة أبيس.

## التاريخ

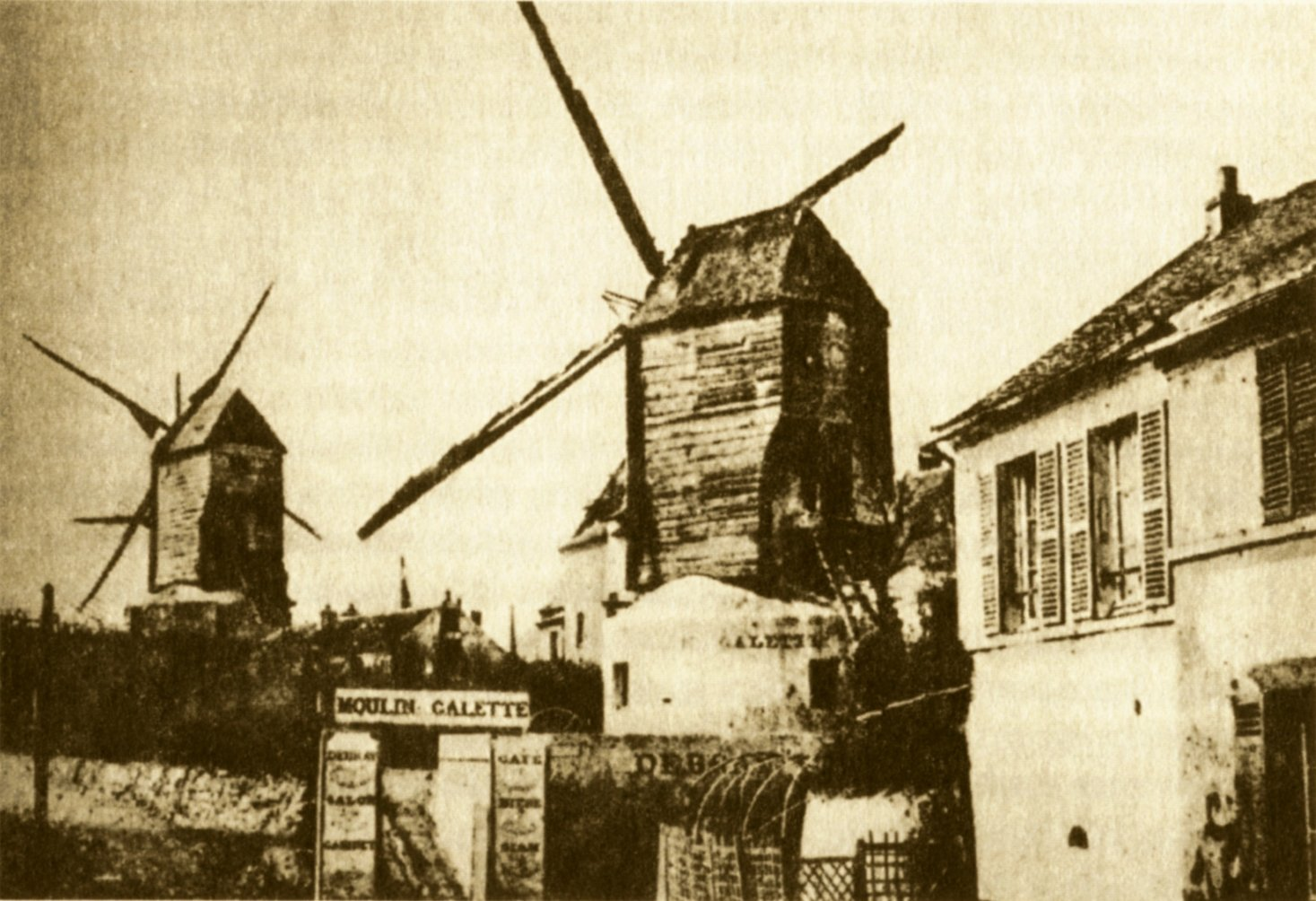
الطواحين في حي مونمارتر

تتكون «مولان دو لا غاليت» في الواقع من مصنعين: «Blute الزعانف» و "Radet". وذكر اسم «مولان دو لا غاليت» لأول مرة عام 1622 تحت اسم «قصر المطحنة» لأسرة دوبريه (أسلاف الكاتب ريجيس دوبريه) وكانت تستحوذ على اثنين من المصانع في 1809 وأنتجت هناك الفرينة. أنها فقط لطحن القمح. كانت تستخدم لعصر العنب للخمر وسحق المواد اللازمة للتصنيع.

## معرض صور

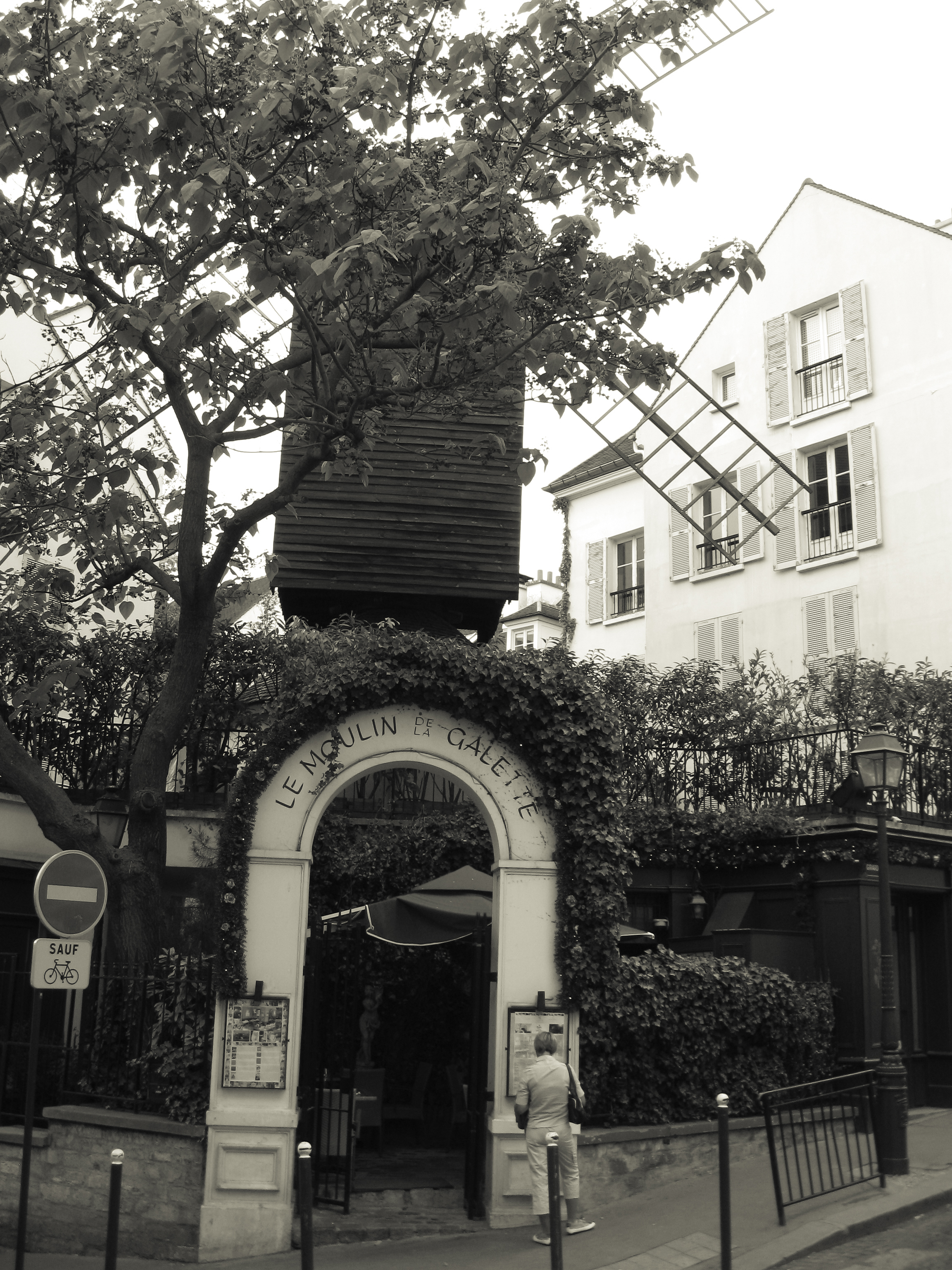
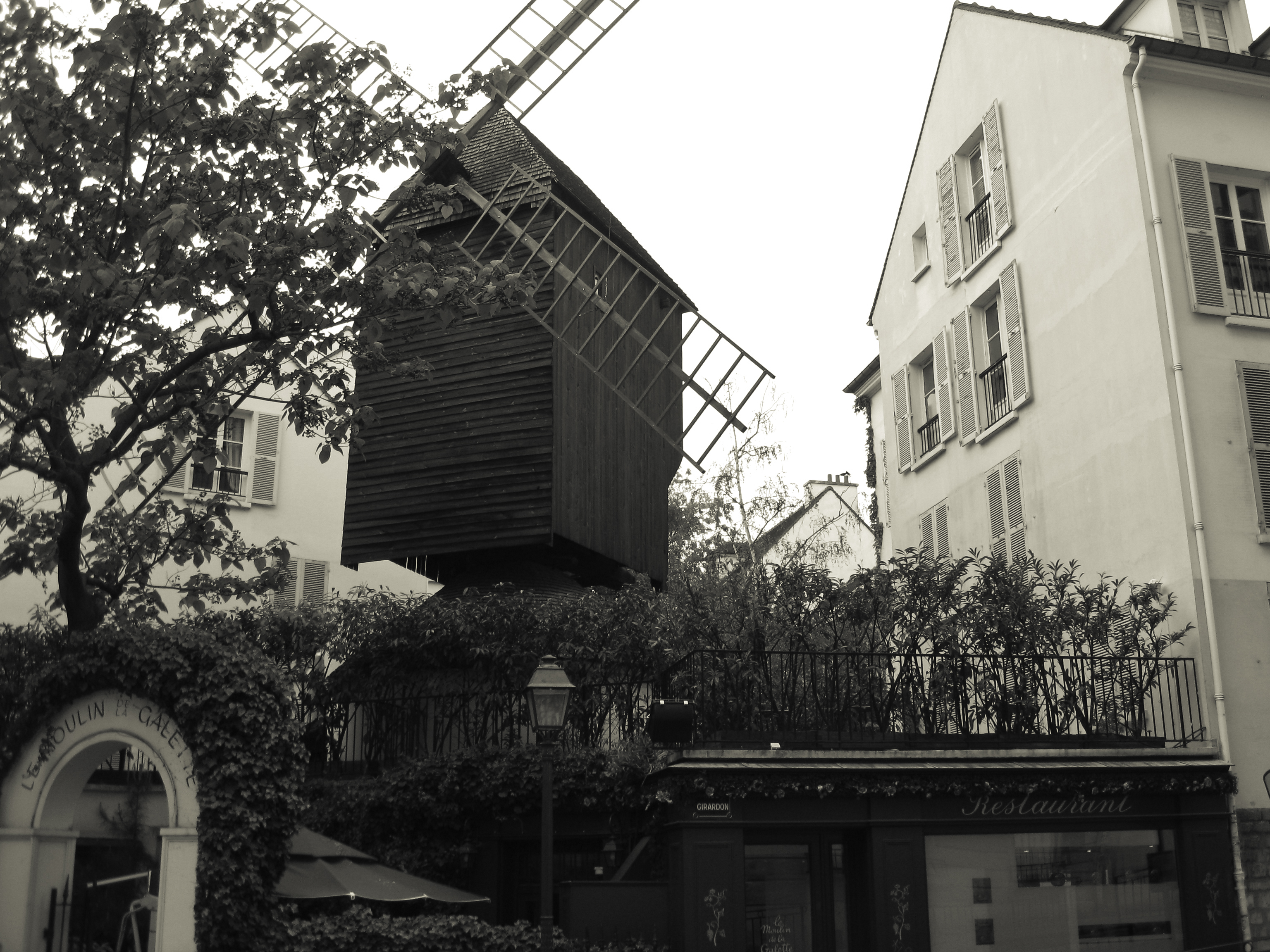
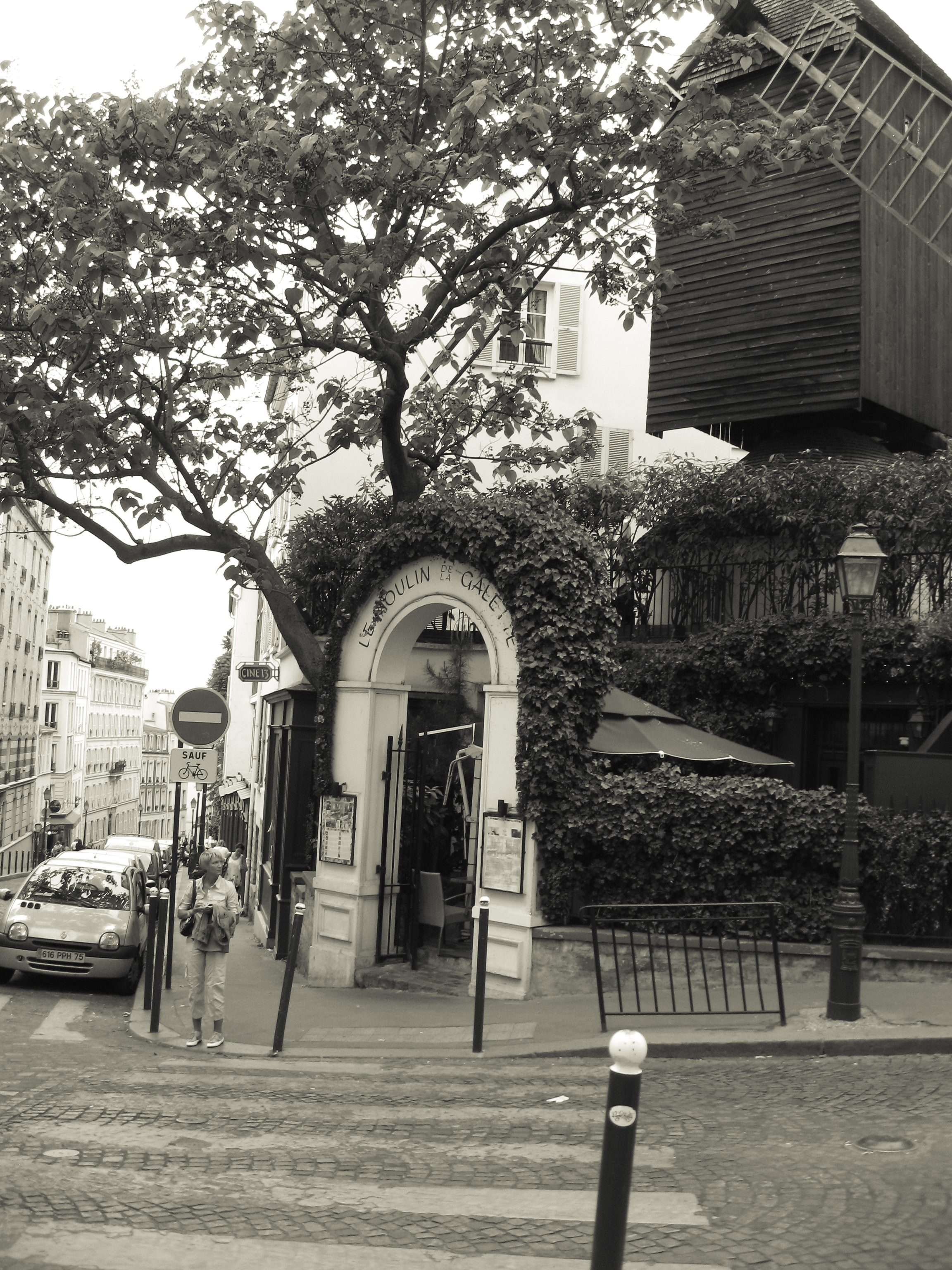